# Gilmar Tavinho
Gilmar Lima Sacramento Eusébio (* 3. März 1995 auf São Tomé und Príncipe), auch in der Schreibweise Gilmar Tavinho oder kurz Tavinho, ist ein são-toméischer Fußballspieler auf der Position eines Torhüters. Er ist bei GD Cruz Vermelha in Almeirim und in der Fußballnationalmannschaft von São Tomé und Príncipe aktiv.

## Karriere

### Verein
Seine Karriere auf Vereinsebene verbrachte Tavinho bislang in seiner são-toméischen Heimat. Er begann seine Profikarriere 2019, im Kader des Erstligisten Trindade FC. Hier platzierte er sich mit der Mannschaft in seiner Debütsaison auf den vierten Tabellenplatz in der laufenden Meisterschaft. Im Nationalen Pokal, dem Taça Nacional, schied er mit dem Team nach einer 4:2-Niederlage gegen die Auswahl von UD Santa Margarida im Viertelfinale aus. Seinen ersten Vereinstitel gewann er zwei Jahre später, als die Mannschaft um Tavinho im Finale des Taça Nacional den Sundy FC von der Insel Príncipe mit 3:1 bezwang. Nach dem Ende der Saison verließ er den Verein und schloss sich den Zweitligisten GD Cruz Vermelha in Almeirim an, wo er auch aktuell unter Vertrag steht. Einen Titel konnte er mit dem Verein bisher nicht gewinnen.

### Nationalmannschaft
Sein Debüt für die Fußballnationalmannschaft von São Tomé und Príncipe gab Tavinho am 13. November 2019, im Rahmen der Qualifikation zur Afrikameisterschaft 2022 unter Trainer Tino, gegen die Auswahl des Sudan (4:0). Auch im Qualifikationsspiel gegen Ghana, fünf Tage später, hütete er an der Seite von Dilson, Joazhifel Soares und Stürmer Luís Leal, das Tor der Falcões e Papagaios. Es sollte 4 Jahre dauern, ehe Tavinho wieder in den Kader der Nationalmannschaft berufen wurde. Seinen bisher letzten Einsatz im Trikot der Falcões e Papagaios absolvierte er am 26. März 2023, im Rahmen der Qualifikation zur Afrikameisterschaft 2024, gegen die Mannschaft aus Sierra Leone (0:2).

### Erfolge
São-toméischer Pokalsieger: 2022